# كارول جاي آدامز
كارول جاي آدامز (بالإنجليزية: Carol J. Adams)‏ هي كاتِبة أمريكية، ولدت في 1951 في نيويورك في الولايات المتحدة.

## وصلات خارجية
- الموقع الرسمي